# دوري جزر كوك لكرة القدم 1995
دوري جزر كوك لكرة القدم 1995 (بالإنجليزية: 1995 Cook Islands Round Cup)‏ هو موسم من دوري جزر كوك لكرة القدم. فاز فيه PTC Coconuts ‏.